# The Last Showgirl
The Last Showgirl is een Amerikaanse dramafilm uit 2024, geregisseerd door Gia Coppola. De hoofdrollen worden vertolkt door Pamela Anderson, Jamie Lee Curtis, Dave Bautista, Brenda Song, Kiernan Shipka en Billie Lourd.

## Verhaal
Na een succesvolle carrière van dertig jaar moet Shelly, een doorgewinterde showgirl een nieuwe toekomst plannen nadat de show waarin ze optrad abrupt stopt.

## Rolverdeling
| Acteur            | Personage                              |
| ----------------- | -------------------------------------- |
| Pamela Anderson   | Shelly                                 |
| Jamie Lee Curtis  | Annette                                |
| Dave Bautista     | Eddie                                  |
| Brenda Song       | Mary-Anne                              |
| Kiernan Shipka    | Jodie                                  |
| Billie Lourd      | Hannah                                 |
| Jason Schwartzman | regisseur die Shelly's auditie afwijst |

## Productie
In februari 2024, toen de opnames van de hoofdfilms waren afgerond, werd aangekondigd dat een dramafilm met de titel The Last Showgirl werd geregisseerd door Gia Coppola en geschreven door Kate Gersten. Pamela Anderson, Jamie Lee Curtis, Dave Bautista, Brenda Song, Kiernan Shipka en Billie Lourd vertolken de hoofdrollen. De opnames duurden 18 dagen.

## Release en ontvangst
The Last Showgirl ging op 6 september 2024 in première op het Internationaal filmfestival van Toronto. De film werd genomineerd voor twee Golden Globes (beste actrice in een dramafilm en beste nummer).
De film kreeg overwegend positieve kritieken van de filmcritici, met een score van 79% op Rotten Tomatoes, gebaseerd op 62 beoordelingen.

## Prijzen en nominaties
De belangrijkste:
| Jaar | Prijs                 | Categorie                         | Genomineerde(n)                                              | Uitslag       |
| ---- | --------------------- | --------------------------------- | ------------------------------------------------------------ | ------------- |
| 2025 | Golden Globes         | Beste actrice in een film - drama | Pamela Anderson                                              | Genomineerd   |
| 2025 | Golden Globes         | Beste nummer                      | "Beautiful That Way" (Andrew Wyatt, Miley Cyrus en Lykke Li) | Genomineerd   |
| 2025 | Critics Choice Awards | Beste nummer                      | "Beautiful That Way" (Andrew Wyatt, Miley Cyrus en Lykke Li) | In afwachting |